# Leonid Pasternak
Leonid Osipovič Pasternak (rodným jménem Yitzhok-Leib, rusky Леони́д О́сипович Пастерна́к; 3. dubna 1862 Oděsa – 31. května 1945 Oxford) byl malíř židovského původu narozený na Ukrajině, jež byla tehdy součástí Ruského impéria. Bývá řazen k postimpresionismu. Byl otcem básníka Borise Pasternaka.

## Životopis
Narodil se v ortodoxní židovské rodině, která byla dle vlastní tradice spřízněna se středověkým filozofem Izákem Abrabanelem. V letech 1881 až 1885 studoval na Moskevské univerzitě, nejprve na lékařské fakultě, poté na fakultě právnické. Nakonec se rozhodl věnovat umění a nastoupil na Královskou akademii výtvarných umění v Mnichově, kterou absolvoval v roce 1887. Poté se vrátil do Ruska, absolvoval povinné dva roky v carské armádě (v dělostřeleckém pluku) a v roce 1889 zahájil kariéru malíře na plný úvazek. Začátek jeho kariéry byl velmi úspěšný. Již jeho první vystavený obraz koupil Pavel Treťjakov, nejvýznamnější ruský sběratel a mecenáš. Brzy se stal populárním malířem a členem takzvaného Polenovova okruhu, který zahrnoval krom samotného Polenova i Valentina Serova, Izáka Levitana, Michaila Něstěrova a Konstantina Korovina. V roce 1889 se oženil s klavíristkou Rosou Isidorovnou Kaufmanovou, dcerou Isidora Kaufmana, bohatého židovského průmyslníka. Novomanželé se usadili v Moskvě a v roce 1890 se jim narodilo první ze čtyř dětí - budoucí slavný básník Boris Pasternak. Byl jedním z prvních ruských malířů, který se označil za impresionistu. Později se stal členem hnutí Peredvižniků a Unie ruských umělců. Byl přítelem Lva Tolstého, několik měsíců žil u něj v Jasné Poljaně a namaloval mnoho Tolstého portrétů. Ilustroval také jeho romány Vojna a mír a Vzkříšení. Za tyto ilustrace získal na Světové výstavě v Paříži medaili. V roce 1905 byl zvolen členem Carské akademie umění a vyučoval rovněž na Moskevské škole malířství, sochařství a architektury. V roce 1921 podstoupil v Berlíně operaci očí. Po operaci se rozhodl v Berlíně zůstat. V roce 1924 zde namaloval známý portrét Alberta Einsteina. V roce 1938 se uchýlil před nacisty do Británie, kde nakonec i zemřel.

## Díla

Portréty
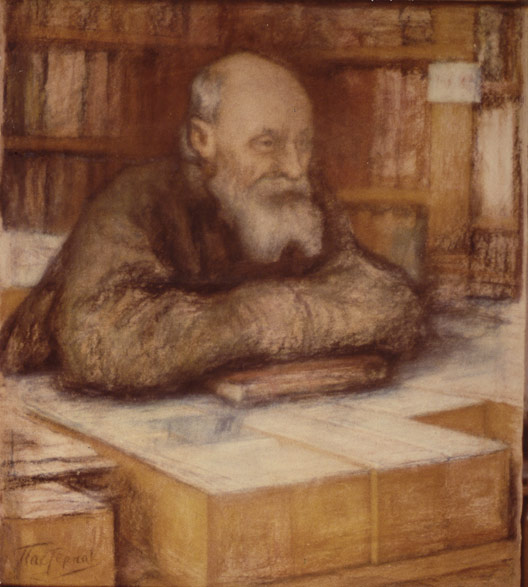
Nikolai Fyodorovich Fyodorov, pastel na paíru
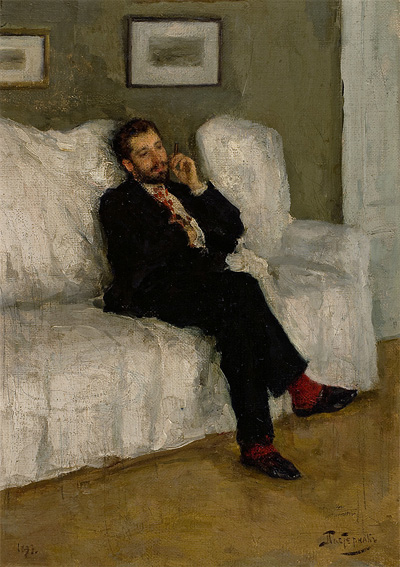
Dr. Ossip Kaufmann
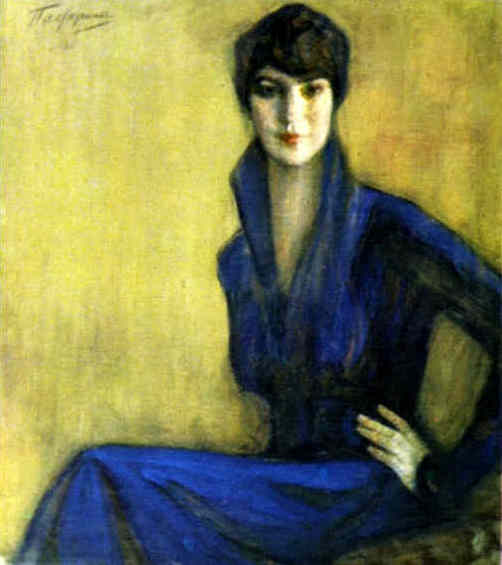
E. Levina, 1916, tempera and pastel on paper mounted on canvas
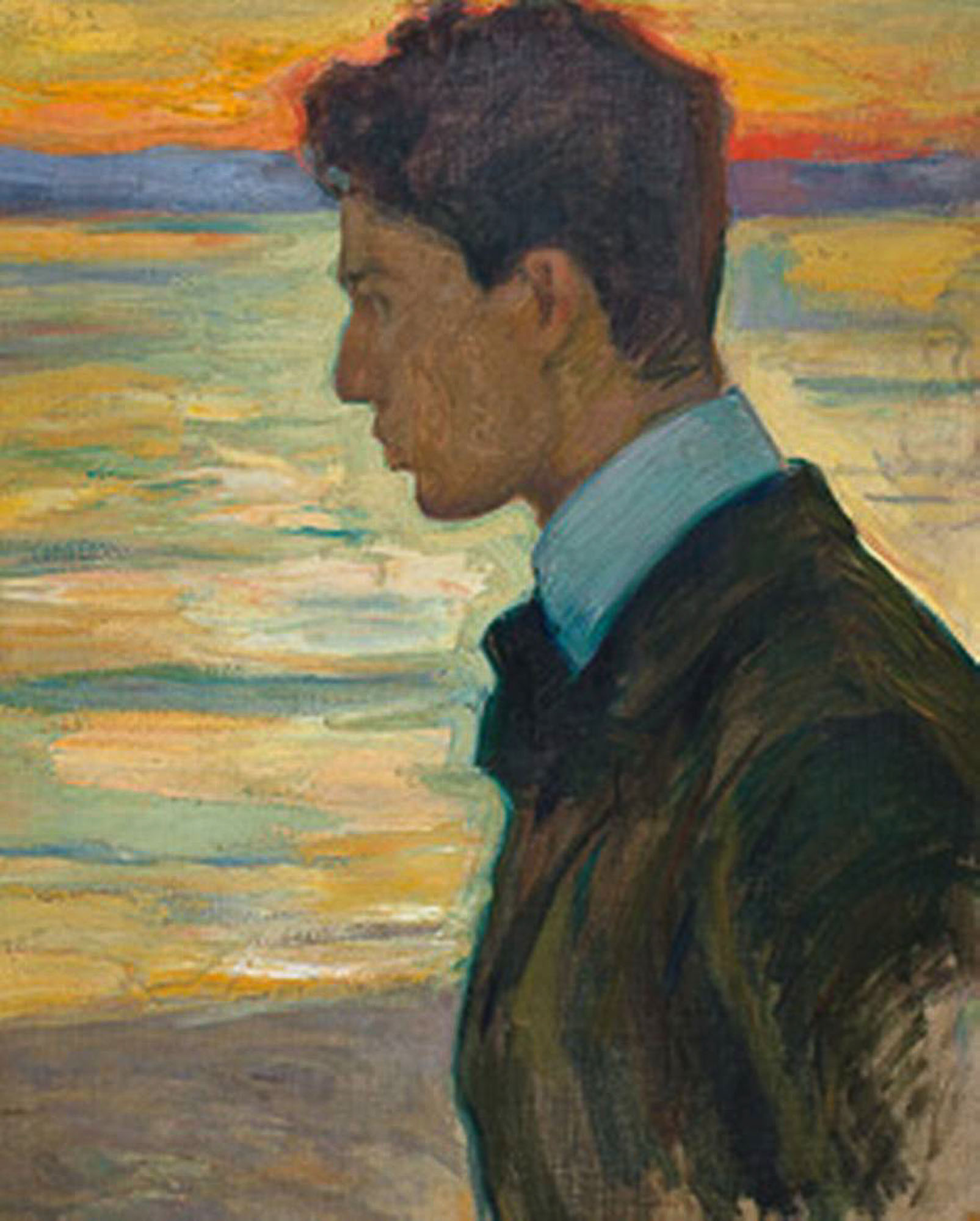
Boris Beside the Sea, 1910, oil on canvas
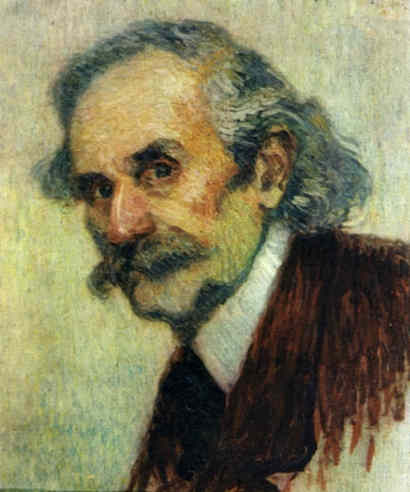
Conductor Vyacheslav Suk, 1898, oil on canvas
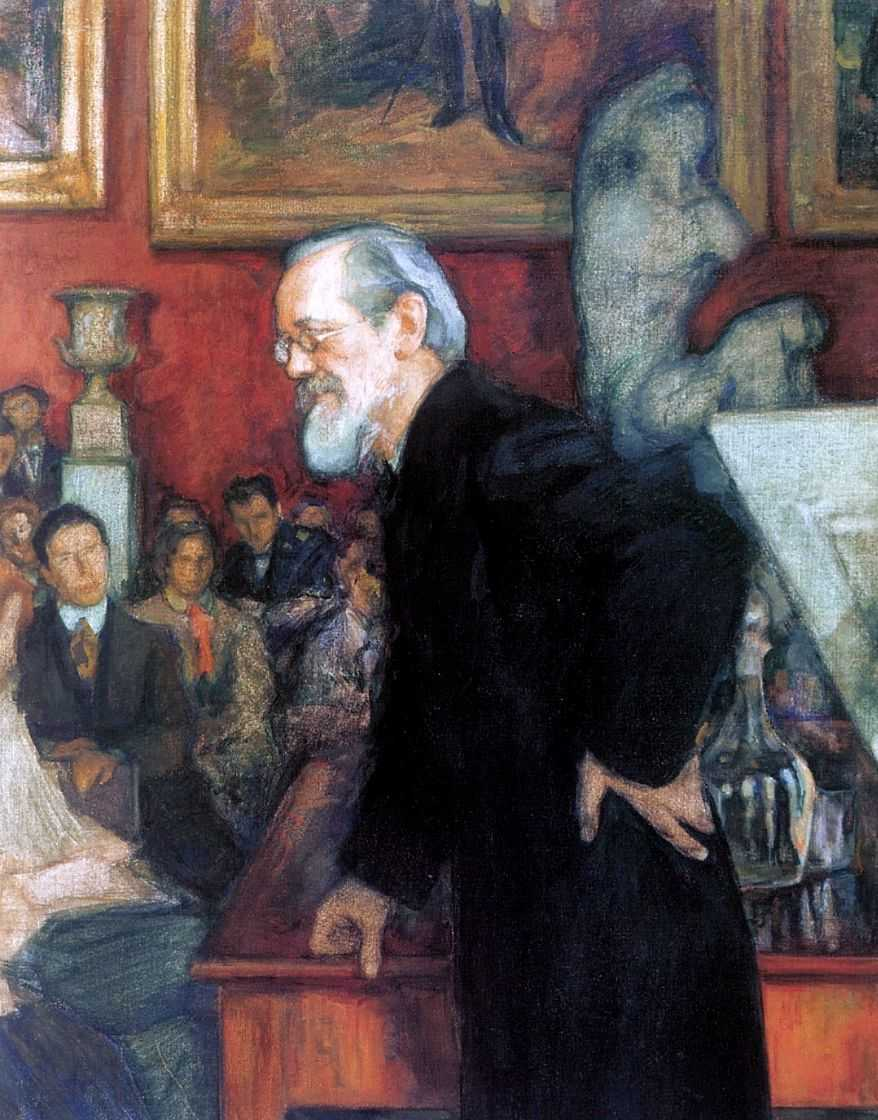
Vasilij Ključevskij, 1909
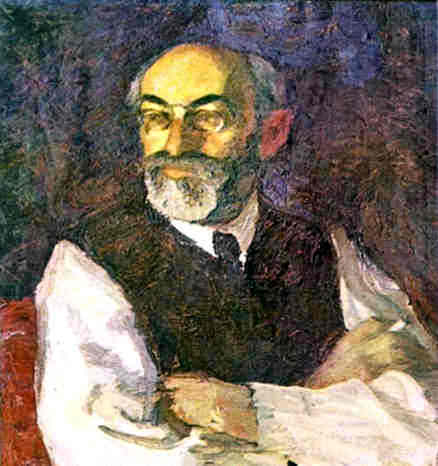
Michail Geršenzon, 1917, oil on canvas
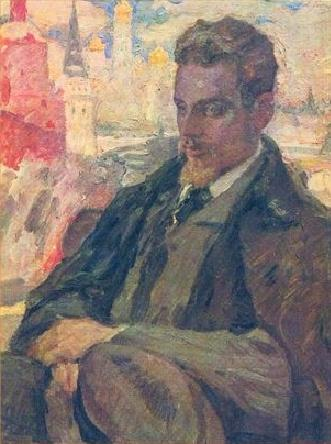
Rilke v Moskvě, 1928
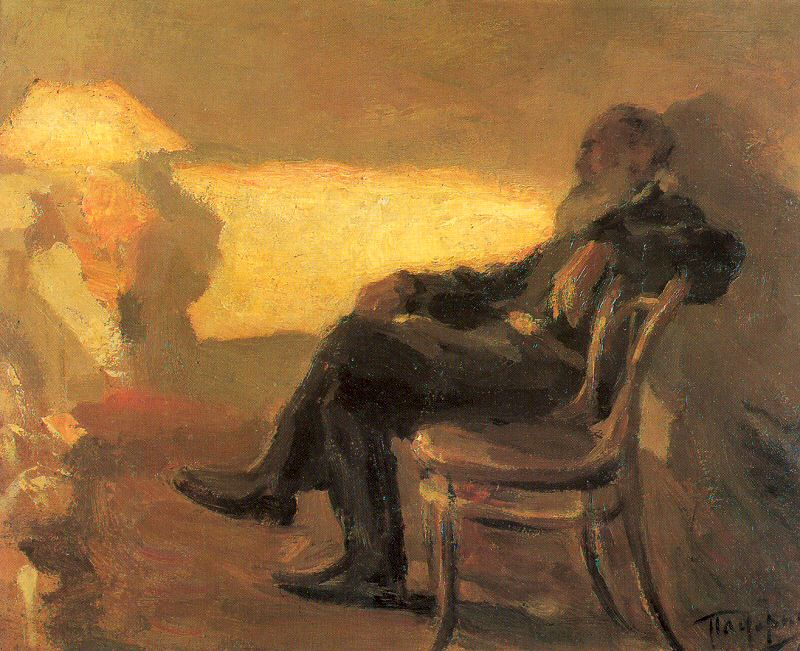
Lev Tolstoj
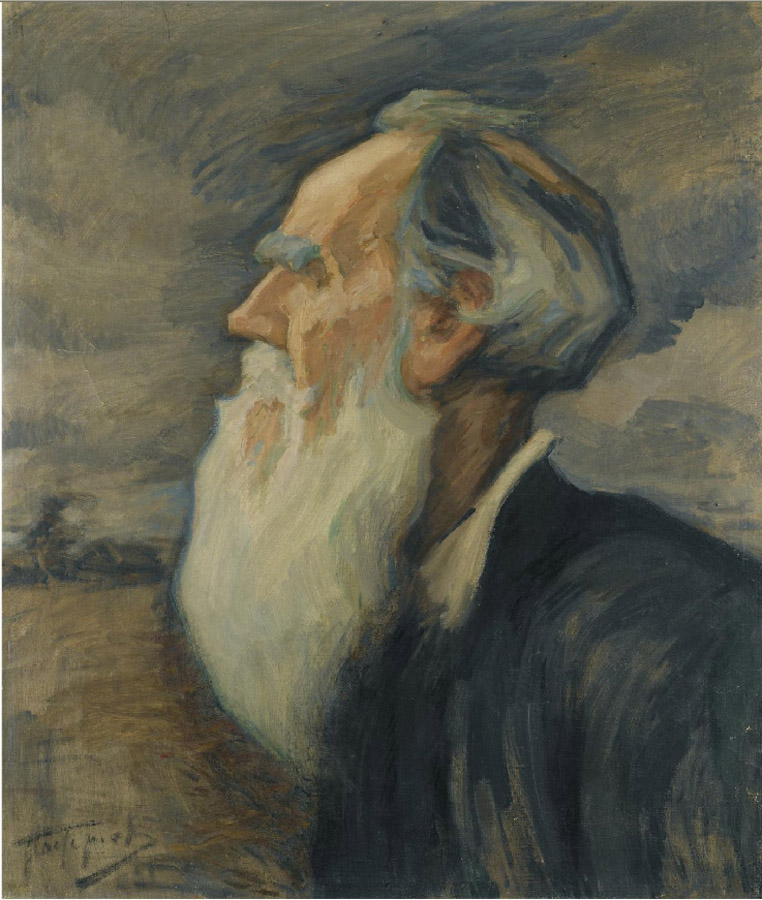
Lev Tolstoj, 1908
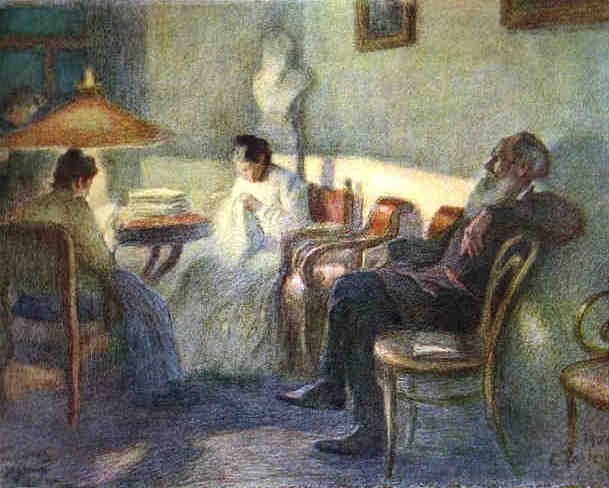
Under a Lamp (Leo Tolstoy in his Family Circle), 1902, pastel on paper
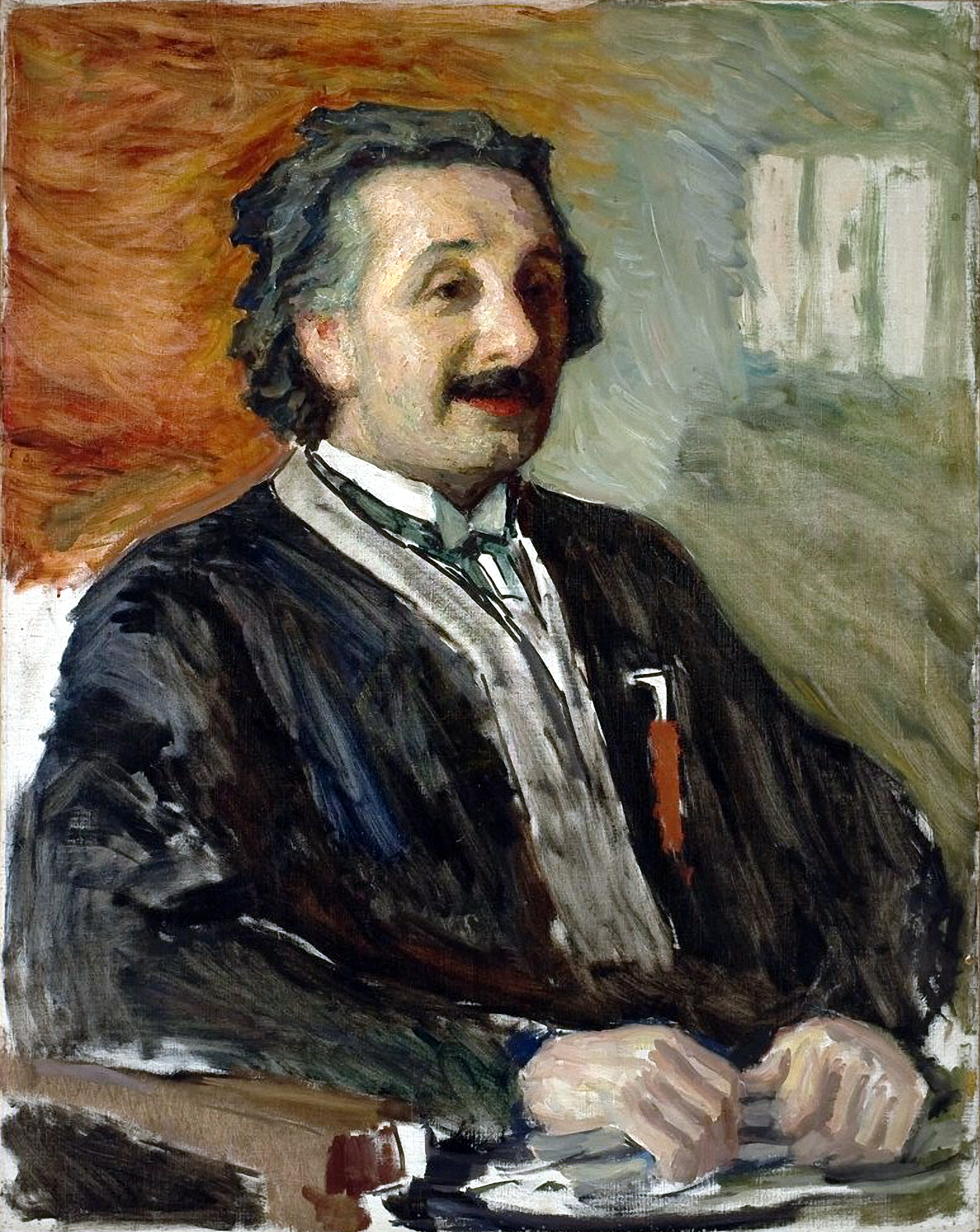
Albert Einstein, 1924, oil on canvas
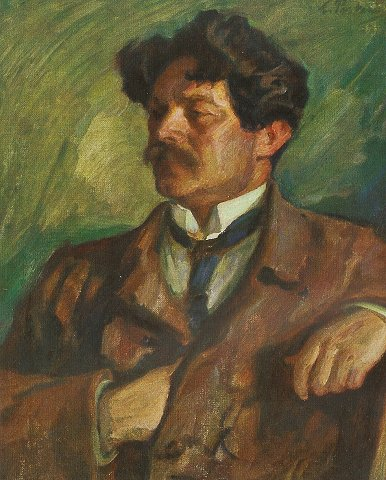
Shaul Tchernichovsky, 1928, oil on canvas

Krajiny a ostatní
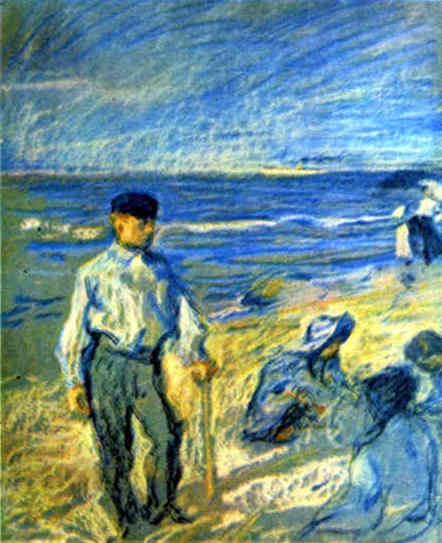
Island Rügen, 1906, pastel on paper
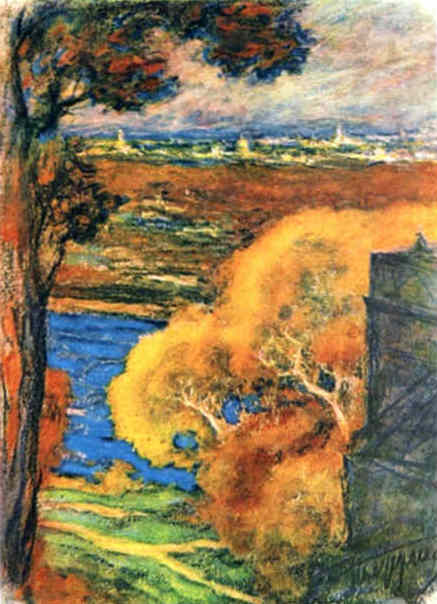
The Golden Autumn. (Vorobyovy Mountains in Moscow)
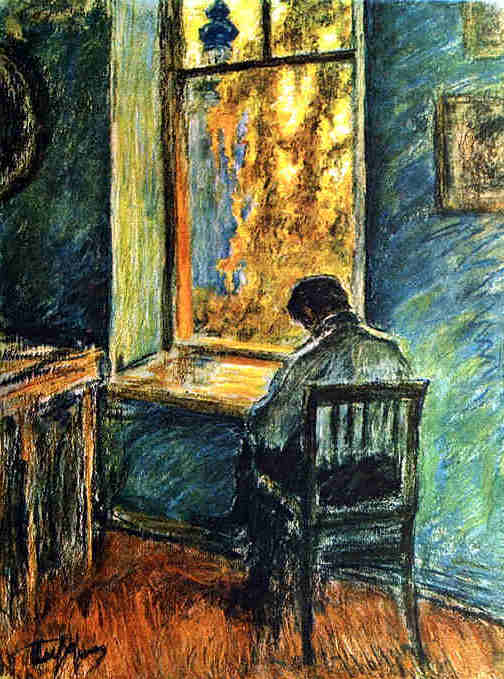
At the Window. Autumn, 1913, pastel on paper
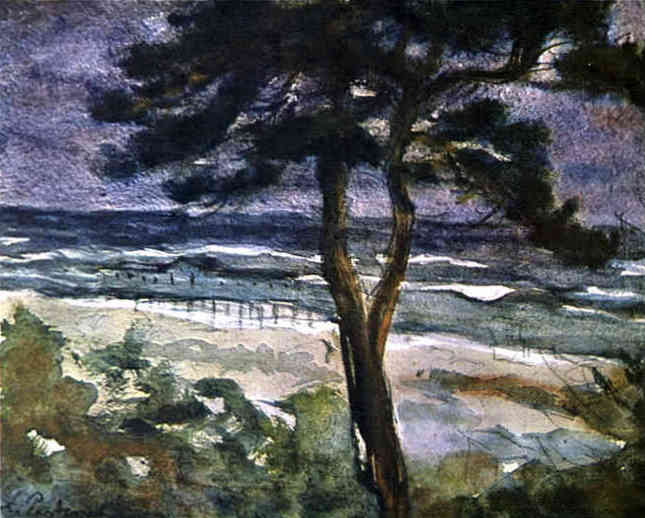
Pine-trees and the Sea, 1910, gouache on paper
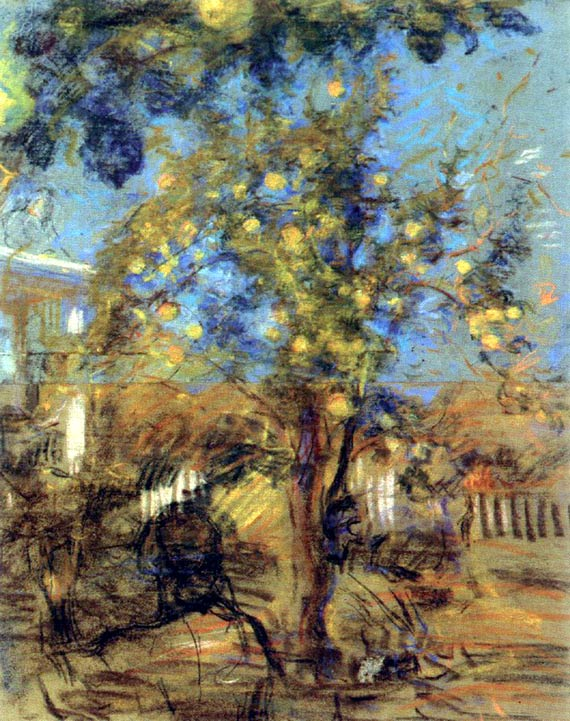
Collecting Apples, 1918, pastel on paper
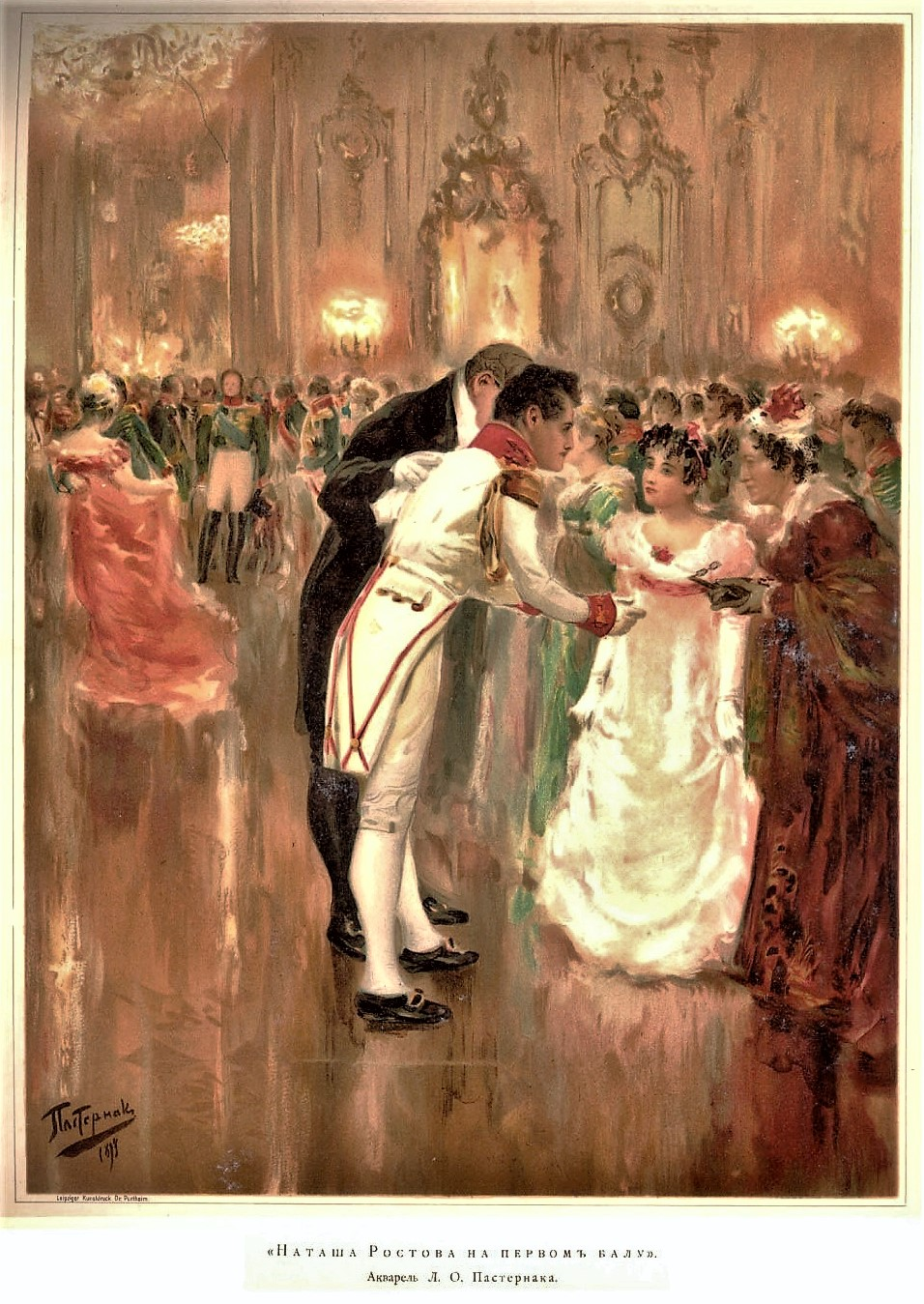
Natasha Rostova's First Ball, 1893, watercolor
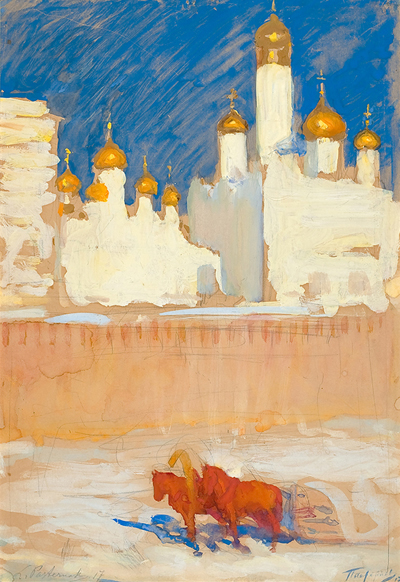
The Moscow Kremlin in the March Sun, 1917, gouache on paper